# Abdoulaye Soulama
Abdoulaye Soulama (Ouagadougou, 29 novembre 1979 – 27 ottobre 2017) è stato un calciatore burkinabé di ruolo portiere.

## Biografia
È stato il miglior portiere della nazionale Burkinabé. 
Nel 2017 è morto a causa di un cancro all’età di 37 anni.

## Carriera

### Club
Dopo tre stagioni al ASFA-Yennenga, con cui vince la Burkinabé Premier League e la Burkinabé Leaders Cup. Nel 2000 si trasferisce al Denizlispor. Nel 2002 viene acquistato dal Batna. Nel 2003 si trasferisce all'ASF Bobo. Dopo tre stagioni al ASF Bobo, nel 2006 torna all'ASFA-Yennenga. Nel 2007 viene acquistato dai ghanesi dell'Asante Kotoko, con cui in 7 stagioni ha vinto 4 Ghana Premier League, 2 Ghana Super Cup, 1 Ghana SWAG Cup, 1 Ghana Top Four Cup e 1 Ghana Annual Republic Day Cup. Nel 2014 viene acquistato dall'Hearts of Oak.

### Nazionale
Dal 1997 è nel giro della nazionale del Burkina Faso, con cui ha collezionato 46 presenze e con cui ha partecipato alla  Coppa d'Africa nel 1998, nel 2000, nel 2004, nel 2013 e nel 2015.

## Palmarès

### Club

#### Competizioni nazionali
- Burkinabé Premier League: 1

ASFA-Yennenga: 1999
- Burkinabé Leaders Cup: 1

ASFA-Yennenga: 2000
- Ghana Premier League: 4

Asante Kotoko: 2007-2008, 2011-2012, 2012-2013, 2013-2014
- Ghana Super Cup: 2

Asante Kotoko: 2012, 2013
- Ghana SWAG Cup: 1

Asante Kotoko: 2008
- Ghana Top Four Cup: 1

Asante Kotoko: 2007
- Ghana Annual Republic Day Cup: 1

Asante Kotoko: 2007